# Зеда-Тхилнари
Зеда-Тхилнари (груз. ზედა თხილნარი) — село в Грузии, на территории Хелвачаурского муниципалитета автономной республики Аджария.

## География
Село находится в юго-западной части Грузии, на левом берегу реки Болоко (левый приток Чороха), на расстоянии 3 километров (по прямой) к югу от города Батуми, административного центра муниципалитета и автономной республики. Абсолютная высота — 185 метров над уровнем моря.

## Население
По результатам официальной переписи населения 2014 года, в Зеда-Тхилнари проживал 761 человек (389 мужчин и 372 женщины). В национальной структуре населения грузины составляли 99,7 %, русские — 0,3 %.
| Год  | Население, человек |
| ---- | ------------------ |
| 2002 | 724                |
| 2014 | ↗ 761              |